# 15 (nombre)
Pour les articles homonymes, voir 15 (homonymie).
« Quinzaine » redirige ici. Pour les autres significations, voir Quinzaine (homonymie).
Le nombre 15 (quinze) est l'entier naturel qui suit 14 et qui précède 16.

## En mathématiques
Le nombre 15 est :
- le nombre semi-premier produit des deux premiers nombres premiers de Fermat 3 et 5. Le pentadécagone régulier est par conséquent constructible à la règle et au compas ;
- le 5e nombre triangulaire, c'est-à-dire la somme des six premiers entiers (0 + 1 + 2 + 3 + 4 + 5 = 15) (donc le 3e nombre hexagonal), le 3e nombre pentatopique et le 4e nombre de Bell ;
- le plus petit nombre composé impair brésilien, également, le plus petit nombre à être brésilien deux fois avec 15 = 11112 = 334 ;
- la double factorielle de 5 ;
- la constante magique de l'unique carré magique normal d'ordre 3 ;
- la somme des trois premiers nombres premiers impairs (3 + 5 + 7 = 15) ;
- la différence des factorielles des quatre premiers nombres non nuls (4! – 3! – 2! – 1! = 24 – 6 – 2 – 1 = 15) ;
- la somme des quatre premières puissances de 2 (20 + 21 + 22 + 23 = 15) ;
- le nombre de Mersenne M4 = 24 – 1.

Avec seulement deux exceptions, tous les  quadruplets de nombres premiers encadrent un multiple de 15, 15 étant lui-même encadré par le quadruplet (11, 13, 17, 19).
En hexadécimal, ou en toute autre base supérieure, quinze est représenté par la lettre F.

## Dans d'autres domaines
Le nombre 15 est aussi :
- l'âge d'une quinceañera, une fille latino-américaine qui fête son quinzième anniversaire,
- aux États-Unis, l'âge pour obtenir un permis de conduire (ou pour le passer) dans les juridictions où l'âge pour un permis de conduire est de 16 ans,
- en France, l'âge de la majorité sexuelle,
- en France, le numéro téléphonique du Service d'aide médicale urgente (SAMU),
- le numéro atomique du phosphore,
- le numéro de la sourate Al-Hijr dans le Coran,
- le nombre de jours dans chacun des 24 cycles du calendrier chinois,
- le nombre de joueurs d'une équipe de rugby à XV — l'arrière porte le no 15,
- le nombre de pions que chaque côté possède au début d'un jeu de backgammon,
- le nombre de carreaux du taquin,
- un restaurant de Londres ouvert par le célèbre chef Jamie Oliver,
- le nombre de billes dans le jeu de la 8, une variante du billard américain,
- le nombre d'années de mariage des noces de cristal,
- le no  du département français du Cantal,
- le numéro de l'autoroute française A15 qui part de Villeneuve-la-Garenne pour atteindre Cergy-Pontoise,
- une marque de vêtements créée par Serge Blanco,
- l'un des trois conseils qui gouvernaient l'ancienne république de Strasbourg, le Conseil des XV,
- Ligne 15 ,
- L'avion Mikoyan-Gourevitch MiG-15,
- Un modèle de voiture de la marque Renault.

Le jeu du quinze est un jeu de société traditionnel.